# Jennifer Stoute
Jennifer Stoute, född den 16 april 1965, är en brittisk före detta friidrottare som tävlade i kortdistanslöpning.
Stoutes främsta meriter har kommit som en del av brittiska stafettlag på 4 x 400 meter. Vid både EM 1990 och vid Olympiska sommarspelen 1992 ingick hon i stafettlag som blev bronsmedaljörer.

## Personliga rekord
- 200 meter - 23,18 från 1991